# Szabó Miklós (karnagy)
Szabó Miklós (Szentgotthárd, 1931. április 15. – ?, 2020. június 11.) Kossuth- és Liszt Ferenc-díjas magyar karnagy, érdemes művész. A Győri Leánykar alapítója és vezetője a kórus fennállása alatt.

## Élete
Nagyapja elemi iskolai igazgató, édesapja tanár volt. Szülővárosában végezte el az alap- és középfokú iskolát. 1949 és ’53 között a Liszt Ferenc Zeneművészeti Főiskolán elvégezte a középiskolai énektanár és karvezeteő szakot Vásárhelyi Zoltán növendékeként.
1952-től egy évtizeden át népzenét gyűjtött az Őrségben a Magyar Tudományos Akadémia Népzenekutató csoportjának megbízásából. 1953 és 1966 között a Győri Zeneművészeti Szakközépiskola tanára. 1958-ban alapította meg a Győri Leánykart. 1966-tól a Zeneakadémia Zeneiskolai Tanárképző Intézete Győri Tagozatának tanára. 1982-től az akadémia budapesti központjában egyetemi docens, 1990-től 2003-ig egyetemi tanár.
1968-tól a kórussal külföldön is rendszeresen szerepelt. Számos díjat nyertek kórusversenyeken. Visszavonulásakor, 2009-ben feloszlott az együttes. Rendszeresen vezényelte a Magyar Rádió, a Magyar Állami Népi Együttes Énekkarát és a Budapesti Kórust. Számos kortárs mű bemutatóját vezényelte.
Japántól Kanadáig kilenc országban tanított. Egy szakkönyvet írt Bartók kórusműveiről (1985), számtalan cikket szaklapokba. Új kiadásban adta közre a zeneszerző gyermek- és nőikarait.

## Művei
- Bartók Béla kórusművei; Zeneműkiadó, Bp., 1985

## Díjai, elismerései
- Liszt Ferenc-díj, 1967
- Debreceni Kórusfesztivál különdíja kortárs magyar művek előadásáért, 1975
- Az Oktatásügy Kiváló Dolgozója, 1976
- Érdemes Művész, 1978
- a Magyar Rádió nívódíja, 1980
- Bartók-emlékplakett, 1981
- Kodály Zoltán-emlékérem (társasági), 1982
- Lajtha László-érem (zene), 1983
- Pro Urbe Győr, 1985, 1993
- Liszt-emlékplakett, 1986
- Kossuth-díj, 1991
- Bartók Béla–Pásztory Ditta-díj, 1996
- KÓTA Életmű Díj, 2009
- a Magyar Művészeti Akadémia Zeneművészeti Díja, 2015[3]